# Szakács Béla (ökölvívó)
Szakács Béla (Ózd, 1931. január 15. – 2020. július 1. előtt) Európa-bajnoki bronzérmes magyar ökölvívó, edző. A sportsajtóban Szakács II néven ismert.

## Pályafutása
Tizenkét éves korában Ózdon kezdett el bokszolni. Kétszer lett ifjúsági magyar bajnok. 1950 és 1960 között a Bp. Honvéd ökölvívója volt. Három egyéni bajnoki címet szerzett (1955, 1958, 1959). 1953 és 1958 között a válogatott keret tagja volt. Az 1953-as varsói Európa-bajnokságon bronzérmet szerzett. 
1960-ban a Sportvezető- és Edzőképző Intézetben (SEKI) ökölvívóedzői diplomát szerzett. A Bp. Honvéd, a gyöngyösi Honvéd Zalka SE csapatánál s a magyar utánpótlás-válogatottnál tevékenykedett edzőként, majd a Magyar Ökölvívó-szövetségben elnöki tanácsadó volt.

## Sikerei, díjai
- Európa-bajnokság – kisbáltósúly
  - bronzérmes: 1953, Varsó
- Magyar bajnokság
  - bajnok (3): 1955 (kisváltó), 1958, 1959 (váltó)
  - csapatbajnok: 1960
- A Magyar Ökölvívó Szövetség életműdíja (1997)[3]
- Gyöngyös díszpolgára (2015)[4]